# The Crater (manga)
The Crater (ザ・クレーター, Za Kureta) is een manga van Osamu Tezuka. De strip werd oorspronkelijk uitgegeven in Weekly Shonen Champion van 10 augustus 1969 tot en met 1 april 1970.

## Verhaal
The Crater is een verzameling van zeventien kortverhalen over verscheidene onderwerpen. Ze variëren van horror tot mysterieverhalen tot sciencefiction. Elk verhaal gaat over andere personages in andere omgevingen. Sommige verhalen hebben een vrolijk einde, anderen niet. Twee personages komen in meer dan een verhaal voor: de jongen Okuchin en Osamu Tezuka zelf.
De verhalen hebben verscheidene uitgaven gekend na hun oorspronkelijke tijdschriftpublicatie. De "Akita Manga Collection" bestaat uit twee volumes van elk zeven verhalen. "Kodansha Complete Works" heeft drie volumes met elk zes verhalen. "Akita Best Works Anthology" bestaat uit 21 verhalen verspreid over twee volumes. De extra verhalen in deze laatste versies komen uit andere werken dan The Crater.

## Hoofdstukken
Futatsu no dorama (二つのドラマ): twee mannen wisselen van plaats wanneer ze bewusteloos zijn. Ze rivaliseren over de liefde van een vrouw die haar leven in de sloppenwijken wil ontvluchten.
Hachikakukei no yakata (八角形の館): een jonge man die niet weet wat te doen met zijn leven komt een heks tegen. Via een munt beslist de heks dat de man mangaka moet worden. Wanneer dit het leven van de man bemoeilijkt, bezoekt hij een achtzijdig huis om naar een alternatieve tijdslijn te stappen waarin hij bokser is. Later krijgt hij echter spijt van zijn keuze.
Toketa Otoko (溶けた男): een succesvolle Japanse chemicus werkt voor het Amerikaanse leger om een biochemisch wapen te ontwikkelen. Hij komt een jonge student in een verlaten universiteitsklas tegen. De jongen is echter niet ingeschreven aan de school. De chemicus ontdekt dat de student lang geleden is gestorven tijdens onderzoek naar een chemisch wapen voor het leger.
Kazaana (風穴): het hoofdpersonage vertelt het verhaal over zijn vriend Kazuo Sakai, een raceautopiloot die geobsedeerd wordt door een vrouwelijke etalagepop.
Tsuiraku-ki (墜落機): een laffe Japanse militaire piloot ontvlucht een gevecht en stort neer op een eiland. Het leger vindt hem niet meer terug, verklaart hem dood en verzint een verhaal over hoe de man gestorven is tijdens een heldhaftige daad. Bijgevolg wordt de man postuum geëerd met medailles, standbeelden en zelfs een plaatsje in schoolboeken. Wanneer de man echter toch nog blijkt te leven en terugkeert naar zijn legerbasis, verplichten zijn commandanten hem om een zelfmoordmissie te ondergaan.
Soto no hebi (双頭の蛇): twintig jaar in de toekomst (de jaren 1990) is Amerika een racismeloze maatschappij waarin zwarten en blanken samen leven en werken. De blanke apotheker Kikero start een geheime groepering op om zwarte burgers te vermoorden genaamd "De Tweekoppige Slang".
San'nin no shinryaku-sha (三人の侵略者): drie aliens landen op aarde, verkleden zich als personages uit slechte gangsterfilms en gijzelen Tezuka. Ze geloven dat Tezuka een wetenschapper is en absorberen zijn brein om zo meer te leren over de planeet. Als resultaat worden ze zelf mangaka en nemen ze Tezuka's mangaprojecten over.
Suzu ga natta (鈴が鳴った): drie onsenbezoekers ondergaan onaangename flashbacks uit hun verleden bij het horen van een bel. Ze klagen er over bij de eigenaar, maar die stuurt hen wandelen. Later nemen ze wraak op hem door zijn kat aan een slang te voeren. De dader krijgt het geluid van het belletje rond de nek van de kat niet meer uit zijn hoofd.
Yuki Yaro (雪野郎): twee skirivalen ontmoeten elkaar vlak voor een race. Ze worden opgejaagd door een truckchauffeur die hen probeert van de weg te maaien. Later ontdekken ze dat de chauffeur een hert is dat wraak wil omdat het eerder zelf werd aangereden door een truck.
Okuchin no kikaina taiken (オクチンの奇怪な体験): de schooljongen Okuchin doet klusjes voor 100 yen. Op een dag krijgt hij een klus waarbij hij in ruil voor 300.000 yen zijn lichaam een maand afstaat aan de ziel van een dood meisje dat te vroeg gestorven was waardoor ze niet naar de hemel mocht.
Tomoe no men (巴の面): Tomoe is een lelijke maar lieve vrouw. Haar zus Fushimi is een mooie maar kwaadaardige vrouw. Wanneer een jonge prins met Tomoe wil trouwen in plaats van Fushimi, haalt Fushimi een list uit waardoor de prins per ongeluk Tomoe vermoordt. Tomoes gezicht wordt van haar lijkt gesneden en transformeert in een onheilspellend masker.
O atari no kisetsu (大あたりの季節): een schooljongen wordt gepest vanwege zijn enorme geluk. De pester ontdekt dat de jongen zijn geluk te danken heeft aan een poort naar alternatieve realiteiten waardoor de jongen wonderen kan verrichten. De pester probeert de poort zelf te gebruiken om het mooiste meisje van de school te krijgen, maar slaagt er nooit in omdat zijn slachtoffer hem steeds voor is.
Burun'nen no nazo (ブルンネンのナゾ): een leerkracht lichamelijke opvoeding neemt zijn leerlingen regelmatig mee naar een koffiebar op een berg waar de mooie Midori werkt. Een van zijn studenten ontdekt dat Midori een watergeest is die verliefd is om de eigenaar van de koffiebar. Wanneer Midori's vader Midori ontdekt in de bar, probeert hij haar terug mee naar hun meer te brengen. De leerling steekt echter een stokje voor deze plannen.
Murasaki no bemu-tachi (紫のベムたち): een schooljongen probeert zijn mentaal gehandicapt broertje te beschermen van de lokale pesters en vertelt hem veel kinderverhalen. Het broertje wordt ontvoert door aliens die hem proberen te gebruiken om te spioneren, maar de jongen kan enkel de verhalen van zijn oudere broer navertellen. De broertjes gebruiken deze gave om de aliens van de aarde weg te jagen.
Okuchin no oinaru kaito (オクチンの大いなる怪盗): de middelbareschooljongen Okuchin wil van school af omdat hij gelooft dat hij noch een verleden noch een toekomst heeft. Op een dag krijgt hij bezoek van een dief die Okuchin nodig heeft voor zijn plannen. De dief geeft Okuchin een bril waarmee blijkt dat elke mens een staart heeft: de lengte bepaalt hoelang een mens nog zal leven. Okuchin blijkt een enorme staart te hebben. Samen proberen ze een staart van iemand anders te stelen.
Ikenie (生けにえ): 2000 jaar geleden wordt een Mexicaans meisje bijna onthoofd als offer aan de goden. Ze bidt echter tot hen. In ruil mag ze nog tien jaar verder leven, waarna ze alsnog zal sterven. Het meisje wordt naar een eiland 2000 jaar in de toekomst gebracht, waar ze met een jongen trouwt. Het koppel verhuist naar Japan. Tien jaar later verdwijnt het meisje spoorloos uit haar keuken: haar tijd is op.
Kureta no otoko (クレーターの男): een astronaut valt in een maankrater en breekt zijn nek. Zijn partners keren terug naar de aarde en laten hem achter. De man gaat echter niet dood: maanmist verandert hem in een onsterfelijke mummie. Wanneer eindelijk een nieuwe raket op de maan landt, blijkt de aarde vergeven van oorlogen te zijn en willen de nieuwe astronauten uranium mijnen om te verkopen op aarde.

## Vertalingen
Kansai Club Publishing kocht de rechten voor The Crater op met de bedoeling om er een Engelstalige oplage van 2000 volumes van te publiceren. De uitgave was gepland voor 5 juli 2013, maar werd nooit verwezenlijkt.
De manga werd door Tonkam in het Frans uitgegeven in 2000.